# Mahmoud Samimi
Mahmoud Samimi (persisch محمود صمیمی; * 28. September 1988 in Shalamzar) ist ein ehemaliger iranischer Leichtathlet, der sich auf den Diskuswurf spezialisiert hat. Seine beiden älteren Brüder Abbas und Mohammed waren ebenfalls als Diskuswerfer aktiv.

## Karriere
Erste internationale Erfahrungen sammelte Mahmoud Samimi im Jahr 2009, als er bei der Sommer-Universiade in Belgrad mit einer Weite von 64,67 m die Silbermedaille hinter seinem Bruder Mohammad Samimi gewann. 2011 belegte er bei den Asienmeisterschaften in Kōbe mit 56,22 m den vierten Platz und siegte anschließend bei den Militärweltspielen in Rio de Janeiro mit einem Wurf auf 61,36 m. Auch bei den Leichtathletik-Asienmeisterschaften 2013 in Pune wurde er mit 60,24 m Vierter und erreichte anschließend bei den Studentenweltspielen in Kasan mit 59,76 m ebenfalls Rang vier. Daraufhin schied er bei den Weltmeisterschaften in Moskau mit 57,77 m in der Qualifikation aus. 2015 gewann er bei den Asienmeisterschaften in Wuhan mit 59,78 m die Bronzemedaille hinter dem Inder Vikas Gowda und Essa Mohamed al-Zankawi aus Kuwait. Anschließend brachte er bei der Sommer-Universiade in Gwangju keinen gültigen Versuch zustande, gewann aber bei den Militärweltspielen im südkoreanischen Mungyeong mit 60,97 m die Bronzemedaille hinter dem Ungarn Zoltán Kővágó und Piotr Małachowski aus Polen. 2016 qualifizierte er sich für die Teilnahme an den Olympischen Spielen in Rio de Janeiro, verpasste dort aber mit 56,94 m den Einzug ins Finale.
Im Jahr darauf beendete er dann in Schiras seine aktive sportliche Karriere im Alter von 28 Jahren.